# Borniola reniformis
Borniola reniformis är en musselart som först beskrevs av Suter 1908.  Borniola reniformis ingår i släktet Borniola och familjen Lasaeidae. Inga underarter finns listade i Catalogue of Life.